# 鄭楚勳
鄭楚勳（？—17世紀），字叔恢，號全初，福建興化府莆田縣人，明朝、南明政治人物。

## 生平
鄭楚勳是天啟四年（1624年）順天府鄉試舉人，授雩都知縣，歸還宗室奪取的天華山神香錢一千緡。崇禎年間考選，他陞任山東道御史，多次上陳守禦策略；又疏救吏部尚書鄭三俊、左都御史劉宗周，正直名聲響遍京城。
北京失陷後鄭楚勳南歸，隆武帝繼位後同時召任他和胡接輝、倪于義、韓日將、何家駒、戴兆、萬霈圻、張屏、李大則、張倜、徐必昌、吳玉爾、郭振培、張純仁、陳興門、張映室、朱弼、游業昌、陳加邵、莫禦、張必籙、廣孝、蔡鎮、劉佐、方之翰、璩伯崑、王萬祚、江思令、陳學尹、吳志開，依然擔任山東道御史，很快辭官到澄溪隱居，兒子鄭泰樞成順治十八年進士。

## 引用
1. 1 2  錢海岳《南明史·卷四十五·列傳第二十一》：楚勳，字叔恢，莆田人。天啟四年舉於鄉。授雩都知縣，天華山神香錢千緡，宗藩欲有之，還之民。遷山東道御史，陳守禦策，疏救鄭三俊、劉宗周。崇禎朝行取擢御史，屢陳守禦策，多見採納。時冢宰鄭三俊、都憲劉宗周以敢諫黜，楚勳累疏論辨，直聲震都下。
2. ↑  乾隆《興化府莆田縣志·卷二十四·人物》：鄭楚勳，字叔魁，天啟甲子順天鄉薦。為雩都令有惠政，邑天華山神最靈，歲疇祀得香錢千緡。宗藩欲據為己有楚勳曰：「山皆民山，倘入藩府，即民之田宅歸蠶食矣。」力爭於當道取還民。
3. ↑  錢海岳《南明史·卷四十五·列傳第二十一》：與（胡）接輝同臺者，倪于義、韓日將、何家駒、戴兆、萬霈圻、張屏、李大則、張倜、徐必昌、吳玉爾、鄭楚勳、郭振培、張純仁、陳興門、張映室、朱弼、游業昌、陳加邵、莫禦、張必籙、廣孝、蔡鎮、劉佐、方之翰、璩伯崑、王萬祚、江思令、陳學尹、吳志開。……北京亡，南歸，仍故官。隱澄溪。
4. ↑  乾隆《興化府莆田縣志·卷二十四·人物》：後歸隱澄溪卒。子泰樞，順治辛丑進士……